# 児嶋幸吉

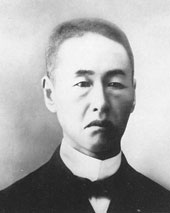
児嶋幸吉

児嶋 幸吉（こじま こうきち、安政4年（1857年）11月1日 - 昭和4年（1929年）12月1日）は日本の実業家。鳥取ガス株式会社の創業者。鳥取市名誉市民に昭和44年9月24日に選ばれる。

## 経歴
商家に育ったからさしたる教育は受けていなかったが、心が至って敏く、物事に綿密で早くからなかなか商才に富んでいた。
明治9年19歳で酒造業を開設、同21年因幡酒造組合を設立し、組合長として業界の指導に当たり、明治23年市会議員に当選して4期11年間市政に参画し、都市計画、発電計画案を作るなど市政の発展と経済の振興に尽力された。明治25年鳥取汽船会社を設立して阪神地方へ農産物の移出を行う。大正7年鳥取ガス株式会社を設立して市民にガスを供給するなど各種会社を設立したほか、大正14年鳥取商業会議所を設立して初代会頭に就任するなどその進取積極な開拓精神により鳥取市の産業の発展に貢献した。

## 人物像
勤倹質素を旨として、敢て名誉を求めず政治に手出しをすることなく一心に商業に従事し、これを以て身を立て、家を興し且つ公共慈善の道に尽くしたいというのを主義としていた。

## 略年譜
- 安政4年（1857年）

11月1日 - 鳥取城下・新品治町（いまの鳥取市）の綿商・梶田吉三郎の二男として生まれる
生後まもなくそば屋を営む児嶋屋・児嶋平次郎の養子となる
- 明治8年（1875年）18歳

独立して酒造業を始める
- 明治10年（1877年）20歳

3月 - 児嶋の家督を継ぐ
- 明治16年（1883年）26歳

吉村為吉の協力で帆船を入手、博多・堺へ乗り出す
- 明治17年（1884年）27歳

北海道（釧路）視察、移住について養父の反対あり、断念
- 明治21年（1888年）31歳

11月 - 薮片原町に鳥取精穀会社設立。山陰地方で初、蒸気機関を導入
この年、因幡酒造組合を結成、組合長に選任
- 明治22年（1889年）32歳

鳥取市制のあと、市会議員に選ばれる（これ以降、明治26年、28年、大正8年と4回市議を務める）
- 明治23年（1890年）33歳

5月 - 第三回内国勧業博にて電気を知る
- 明治24年（1891年）34歳

発電機を備え市内で点灯
- 明治25年（1892年）35歳

6月 - 鳥取汽船会社設立
- 明治26年（1893年）36歳

6月 - 鳥取酒造合資会社設立
- 明治27年（1894年）37歳

12月 - 鳥取倉庫株式会社設立。この年、鳥取電灯会社設立を計画、市長と電気市営を検討
- 明治28年（1895年）38歳

6月ころ？ - 米相場で大損失
- 明治29年（1896年）39歳

台湾にわたる
台北にてラムネの製造などの事業展開
- 明治31年（1898年）41歳

因幡酒造組合から表彰される
- 明治38年（1905年）48歳

大連に進出、日用雑貨を扱う。製氷事業へ伸展
- 明治44年（1911年）54歳

8月 - 鳥取精穀に製氷所開設
- 大正2年（1913年）56歳

このころから、ボルネオ、ジャワ、シンガポールなどへの進出を計画
- 大正4年（1915年）58歳

鳥取市で開催された県製産品共進会の出品人総代になる
9月知事から功労賞を受ける
- 大正5年（1916年）59歳

神戸に南洋木材貿易会社設立、南海進出の拠点とする
- 大正6年（1917年）60歳

1月 - 鳥取商工会第三代会頭に選出される
4月 - 大連市常盤町に大連製氷株式会社設立
11月 - 電気市営を提唱
- 大正7年（1918年）61歳

1月 - 電気市営期成同盟会結成
5月6日 - 鳥取ガス株式会社設立
7～8月 - 米価高騰対策に奔走
11月 - 経営困難の鳥取鳳尾竹合資会社を継承
- 大正9年（1920年）63歳

10月 - 鳥取県商工会連合会の会長に選出される
- 大正11年（1922年）65歳

7月 - 大連での事業拡大にともない大連へ移住（大正13年まで）
- 大正12年（1923年）66歳

9月 - 商工会、千代川改修決議
10月 - 鳥取酒造株式会社設立
- 大正14年（1925年）68歳

3月 - 鳥取商業会議所の初代会頭になる
- 昭和3年（1928年）71歳

鳥取瓦斯は創立十周年、黒字決算で九分配当をおこなう
- 昭和4年（1929年）72歳

12月1日 - 死去
- 昭和44年（1969年）

9月24日 - 鳥取市名誉市民章第5号に選ばれる。